# Onze-Lieve-Vrouw van de Rozenkranskerk (Asmara)
De Onze-Lieve-Vrouw van de Rozenkranskerk (Asmara) was de hoofdkerk van het apostolisch vicariaat van Asmara. De kerk is gebouwd in de tijd dat Eritrea onder de naam Italiaans-Eritrea een Italiaanse kolonie was.
Het bouwwerk begon in juni 1921 en werd in september 1923 afgerond. De kerk werd op 14 oktober 1923 ingewijd. Sinds de onderdrukking van het vicariaat in 1995 behoort de kerk tot de aartseparchie van Asmara, wiens bisschop is de metropoliet van de Eritrees-Katholieke Kerk. Kathedraal van de aartseparchie is de kerk van Kidane Mehret.
Het ontwerp van de grote gotische toren is geïnspireerd door dat van de Big Ben, de klokkentoren van het Palace of Westminster in Londen. De toren heeft een hoogte van 57 meter en het is mogelijk om onder leiding van een gids naar het uitkijkpunt te gaan.
Op het terrein van de kerk bevinden zich ook een lagere school en een klooster die reeds bestaan sinds de bouw van de kerk.

## Referentie
1. ↑  Missionari Cappuccini, april-juni 2011, pp. 28–29: "Un antico tempio cattolico della capitale: La Cattedrale di Asmara, Chiesa della Beata Vergine del Rosario"
2. ↑  Ministero dell'Informazione dell'Eritrea, "The Asmara Cathedral: An Architectural Wonder"
3. ↑  L'improvvisa scomparsa in Eritrea di Sua Ecc.za Mons. Abune Tesfariam Bedho primo eparca di Keren
4. ↑  Mons. Fikremariam primo eparca di Saganeiti
5. ↑  Suore Orsoline di Gandino: 75 anni di presenza